# 日蓮

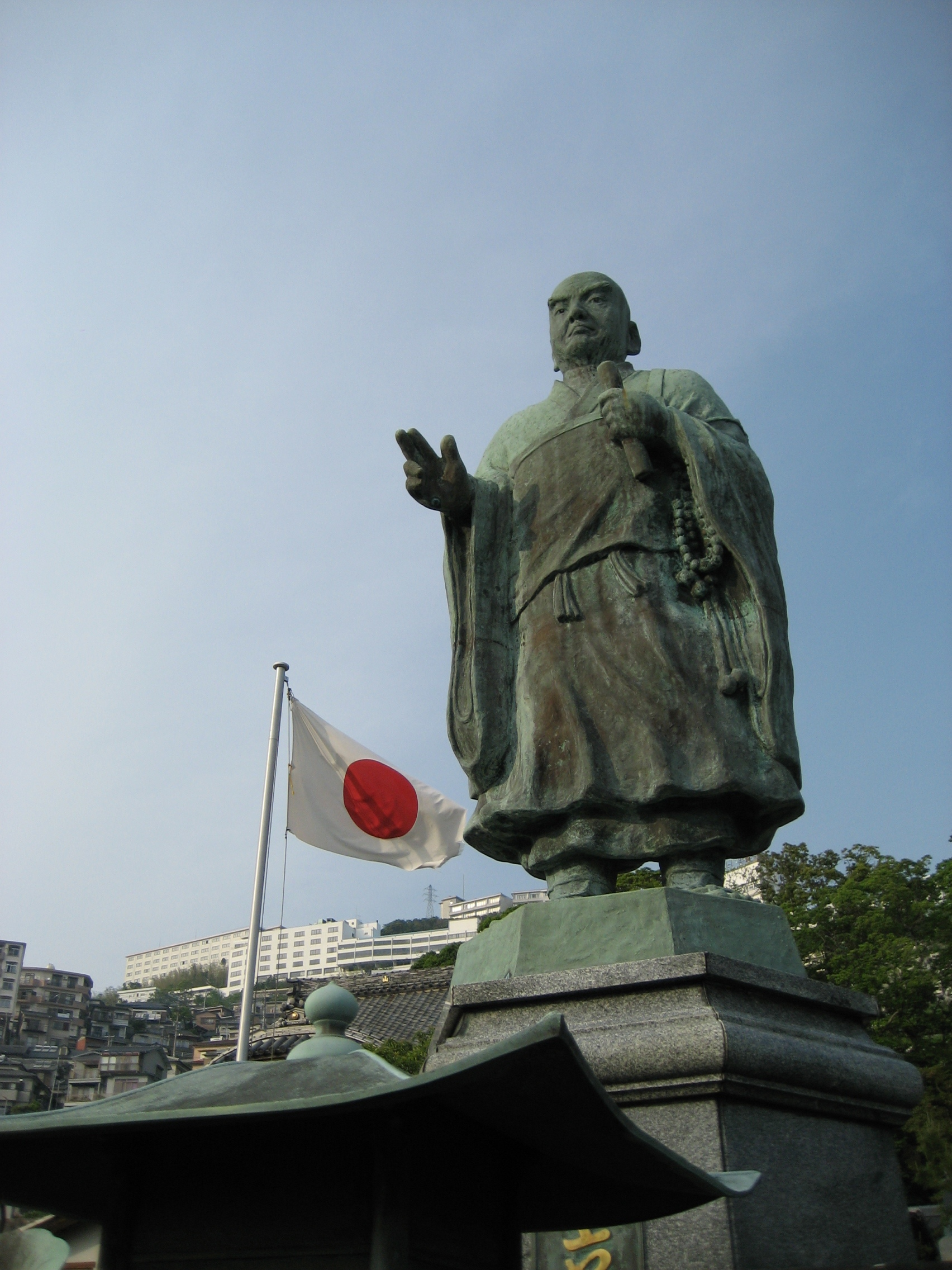
日蓮上人像、長崎市本蓮寺

日蓮上人像、京都市左京区妙傳寺

日蓮（にちれん、承久4年（1222年）2月16日 - 弘安5年（1282年）10月13日）は、鎌倉時代の仏教の僧。鎌倉仏教のひとつである日蓮宗（法華宗）の宗祖。

## 概要
文応元年（1260年）7月16日に「立正安国論」を鎌倉幕府に提出して国主諫暁を行う。立正安国論において数多くの経典を引用し、法然らに帰依した日本から日本を守護する天照大神、八幡大菩薩等の諸天善神が去り、代わりに悪鬼が入り、自界叛逆難（内乱）と他国侵逼難（他国からの侵略）により日本は滅亡すると予言した。天照大神、八幡大菩薩等は正法によってその威光勢力を増すとし、正法を建てるよう進言した。立正安国論の内容は、国内外の状況を鑑み、経典を根拠としたものと考えられる。（日蓮の時代はモンゴル帝国が各方面に侵攻し、モンゴル・南宋戦争、モンゴルの高麗侵攻など日本の隣国を繰り返し侵略し、前年の正元元年（1259年）には高麗が降伏していた時期であり、日蓮も南宋出身の蘭渓道隆等の渡来僧と交流もあり、民間でも貿易船等の交流もあった。国内の内乱も多く発生していた。国内の宗教対立を扇動し武装を強化する過激な日蓮は、元寇に対処するために貴族、武士、僧、神社、庶民の一致団結を掲げる幕府に危険視された。
『難を忍び慈悲のすぐれたる事は　をそれをも（恐れをも）いだきぬべし』（開目抄）『日蓮が慈悲広大ならば(中略)万年の外未来までもながるべし』（報恩抄）等、その教えは理屈よりも情を重んじる傾向が強い。他宗を激しく批判・否定し「建長寺も極楽寺も寿福寺も鎌倉の寺は焼き祓い、建長寺の蘭渓道隆も、極楽寺の良観房忍性も、首を刎ねて由比ヶ浜にさらせ」等の過激な発言を行い、良観（当時、数々の慈善事業を行い「持戒第一の聖人」「生き仏」として尊崇され、幕府からの信頼も厚かった人物）により幕府に訴えられ、御成敗式目第12条「悪口（あっこう）の咎」の最高刑となる佐渡流罪となった。その直前に幕府は御成敗式目により自ら下した判決に反して、日蓮を龍の口で斬首しようとしたが、奇瑞が起きた為かなわなかった。文永八年九月、刑場に同行した四条金吾に宛てた書簡には「光物とあらわれて竜の口の頸をたすけ」とその際の様子を振り返っている。（但し、御成敗式目に反してまで鎌倉幕府が日蓮を斬首をしようとしたエピソード、及び光り物により斬首を免れたとするエビソードについては、創作とする説があり、注意が必要である。）
文永8年（1271年）に佐渡へ流罪となった後、文永11年（1274年）に佐渡流罪を赦免され鎌倉に戻った折、幕府から寺社の寄進等帰依の申し出があった。
だが、それは元寇に対処するため他宗と肩を並べて敵国調伏の祈祷をしてほしいというものだった為、日蓮は「他宗への帰依を止めることが自身の教えである」とそれを一蹴し、山梨県の身延山に移った。
文永11年（1274年）・弘安4年（1281年）の元寇により他国侵逼難の予言を的中させるが、日本側が勝利し真言亡国の予言が外れ、弘安5年（1282年）10月13日に胃腸系の病により入滅。滅後の延文3年（1358年）、日蓮宗の僧である大覚が雨乞い祈祷によって雨を降らした功績により、後光厳天皇から日蓮大菩薩の位を授けられた。（日蓮正宗富士大石寺では、日蓮を釈迦よりも根源的な本仏と位置付けており、日蓮宗とは全く異なる立場をとっている）大正11年（1922年）には日蓮主義者の本多日生らの嘆願により、大正天皇から立正大師の諡号を追贈された。
日蓮上人、日蓮聖人、日蓮大聖人等と敬称されるが、本項では敬称なしで表記する。

## 生涯

### 誕生
日蓮は、承久4年（1222年）2月16日、安房国長狭郡東条郷片海（現在の千葉県鴨川市）の漁村で誕生した。片海の場所については諸説あるが、内浦湾東岸の地とされている。
両親について、父は貫名重忠、母は梅菊とする伝承がある。日蓮は自身の出自について「日蓮は、安房国・東条・片海の石中（）の賤民が子なり」、「海辺の旋陀羅が子なり」、「東条郷・片海の海人が子なり」と述べているので、漁業を生業とする家庭の出身と考えられる。ただし、両親は荘園を所有する領家の夫人から保護を受けており、日蓮自身、東条郷にある清澄寺で初等教育を受けているので、両親は最下層の漁民ではなく、漁民をまとめる荘官級の立場にあったと見られる。

### 修学
日蓮は12歳の時、初等教育を受けるため、安房国の当時は天台宗寺院であった清澄寺に登った。天台宗は智顗以来、妙法蓮華経を最も優れた経典とする五時八教の教相判釈を受け継いでいた。師匠となったのは道善房であり、先輩である浄顕房・義浄房から学問の手ほどきを受けた。幼名は善日麿、あるいは薬王麿と伝えられる。
清澄寺に登る前から学問を志していた日蓮は、清澄寺の本尊である虚空蔵菩薩に「日本第一の智者となし給え」という「願」を立てた。少年時代の日蓮は、自身の誕生の前年に起きた承久の乱で真言密教の祈禱を用いた朝廷方が鎌倉幕府方に敗れたのはなぜか、との問題意識をもっていた。また、仏教の内部になぜ多くの宗派が分立し、争っているのか、との疑問もあった。清澄寺にはこれらの疑問に答えを示せる学匠がいなかったので、日蓮は既存の宗派の教義に盲従せず、自身で経典に取り組み、経典を基準にして主体的な思索を続けた。
伝承によれば、日蓮は16歳の時、道善房を師匠として得度・出家し、是聖房蓮長と名乗った（日蓮が17歳の時に書写した「授決円多羅義集唐決上」に是聖房の直筆署名がある）。

### 宗教体験と遊学
得度した後、虚空蔵菩薩に真剣に祈り、主体的な思索を重ねた結果、日蓮はある日、各宗派や一切経の勝劣を知るという重要な宗教体験を得た。
次に日蓮は、この宗教体験を経典に照らして確認し、各宗派の教義を検証するため、比叡山延暦寺・園城寺・高野山などに遊学することになった。
遊学の中心は延暦寺で、比叡山の横川定光院に滞在したと伝えられる。比叡山での研鑽の結果、日蓮は「阿闍梨」の称号を得ている。比叡山で日蓮は、妙法蓮華経を中心とする文献的な学問と、いわゆる天台本覚思想を学んでいる。恵心流の碩学・俊範を比叡山における日蓮の師とする説もあるが、日蓮は俊範から学んだとは述べておらず、実際には俊範の講義に参加していた程度と考えられている。
遊学中に日蓮が書写した文献には「授決円多羅義集唐決上」と「五輪九字明秘密釈」がある。著作としては「戒体即身成仏義」など数編が伝えられるが、いずれも真筆はなく、偽書の疑いがある。十数年に及んだ遊学の結果、日蓮は、一切経の中で妙法蓮華経が最勝の経典であること、天台宗を除く諸宗が妙法蓮華経の最勝を否認する謗法（正法誹謗）を犯していること、時代が既に末法に入っていることを確認し、32歳で南無妙法蓮華経の弘通を開始することになった。

### 立教開宗
遊学を終えた日蓮は建長4年（1252年）秋、あるいは翌年春、清澄寺に戻った。建長5年4月28日、師匠・道善房の持仏堂で遊学の成果を清澄寺の僧侶たちに示す場が設けられた。その席上、日蓮は念仏と禅宗が妙法蓮華経を誹謗する謗法を犯していると主張し、南無妙法蓮華経の題目を唱える唱題行を説いた。南無妙法蓮華経の言葉は日蓮の以前から存在し、南無妙法蓮華経と唱えることは天台宗の修行としても行われていた。その場合、南無妙法蓮華経の唱題は南無阿弥陀仏の称名念仏などと並行して行われた。しかし、日蓮は念仏などと並んで題目を唱えることを否定し、南無妙法蓮華経の唱題のみを行う「専修題目」を主張した。
日蓮が念仏と禅宗を破折したことは大きな波紋を広げた。念仏の信徒であった東条郷の地頭・東条景信が日蓮の言動に激しく反発して危害を及ぼす恐れが生じたため、日蓮は清澄寺にいることができなくなり、兄弟子である浄顕房・義浄房に導かれて清澄寺を退出した。
伝承によれば、立宗に当たって日蓮は、それまでの「是聖房蓮長」の戒名を改め、「日蓮」と名乗った。また立宗の後、両親を訪れ、妙法蓮華経の信仰に帰依せしめたと伝えられる。

### 鎌倉での活動

#### 「立正安国論」
日蓮は建長5年（1253年）、鎌倉に移り、名越の松葉ヶ谷に草庵を構えて布教活動を開始した。この年の11月、後の六老僧の一人である弁阿闍梨日昭が日蓮の門下となったとされる。鎌倉進出の時期については、建長6年または同8年とする説もある。
鎌倉進出当時、日蓮が辻説法によって布教したと伝承されるが、日蓮遺文には辻説法を行った事実の記述はない。この時期に、僧侶としては日昭・日朗・三位房・大進阿闍梨、在家信徒としては富木常忍・四条頼基（金吾）・池上宗仲・工藤吉隆らが日蓮の門下になったと伝えられる。
正嘉元年（1257年）8月、鎌倉に大地震があり、ほとんどの民家が倒壊するなど、大きな被害が出た（正嘉地震）。日蓮は多くの死者を出した自然災害を重視し、災害の原因を仏法に照らして究明し、災難を止める方途を探ろうとした。伝承によれば、正嘉2年（1258年）、日蓮は駿河国富士郡岩本にある天台宗寺院・実相寺に登り、同寺に所蔵されていた一切経を閲覧した。この時期、日蓮が仏教の大綱を再確認した成果は、「一代聖教大意」「一念三千理事」「十如是事」「一念三千法門」「唱法華題目抄」「守護国家論」「災難対治抄」などの著作にまとめられた。
その上で日蓮は、文応元年（1260年）7月16日、「立正安国論」を時の最高権力者にして鎌倉幕府第5代執権の北条時頼に提出して国主諫暁を行った。この時の諌暁は、時頼の信頼厚い近臣である宿屋入道を介して行われた。「立正安国論」によれば、大規模な災害や飢饉が生じている原因は、法然（日本浄土宗の宗祖）の教えが流行し、為政者を含めて人々が正法に違背して悪法に帰依しているところにあるとし、その故に国土を守る諸天善神が国を去ってその代わりに悪鬼が国に入っているために災難が生ずる（これを「神天上の法門」という）とする。そこで日蓮は、災難を止めるためには為政者が悪法への帰依を停止して正法に帰依することが必要であると主張する。さらに日蓮は、このまま悪法への帰依を続けたならば、自界叛逆難（内乱）と他国侵逼難（他国からの侵略）により、日本が滅びると予言し、警告した。
「立正安国論」で日蓮は、とりわけ法然の専修念仏を批判の対象に取り上げる。それは、貴族階級から民衆レベルまで広がりつつあった専修念仏を抑止することが自身の仏法弘通にとって不可欠と判断されたためである。この時期に作成された「守護国家論」「念仏者追放宣旨事」などでも徹底した念仏批判が展開されている。

#### 松葉ヶ谷の法難
しかし「立正安国論」による国家諫暁は鎌倉幕府から完全に無視された。その一方で日蓮の念仏破折は念仏勢力の激しい反発を招き、文応元年（1260年）8月27日の夜、松葉ヶ谷の草庵が多数の念仏者によって襲撃された（松葉ヶ谷の法難）。この法難の背後には執権・北条長時とその父・北条重時（北条時頼の岳父）の意思があったと推定される。
日蓮は草庵襲撃の危難を免れたが、もはや鎌倉にいられる状況ではなくなった。そこで、下総国若宮（現在の千葉県市川市）の富木常忍の館に移り、布教活動を展開したとされる。この時期に下総国在住の大田乗明・曾谷教信・秋元太郎らが日蓮に帰依したと伝えられる。

#### 伊豆流罪
弘長元年（1261年）5月12日、鎌倉に戻った日蓮は鎌倉幕府によって拘束され、伊豆国伊東に流罪となった。その際、俎岩という岩礁に置き去りにされた、あるいは川奈の漁師・船守弥三郎の保護を受けたという伝説があるが、いずれも根拠のない伝承に過ぎない。「船守弥三郎許御書」は真筆が現存せず、偽書説が強く出されているので、根拠にはならない。
伊豆配流中、日蓮の監視に当たったのは伊東の地頭・伊東祐光であった。祐光は念仏者だったが、病を得た折、日蓮の祈念によって平癒したので、日蓮に帰依した。また、伊豆配流中、日蓮が岩本実相寺に滞在していた時に門下となった日興が伊豆に赴いて日蓮に供奉したとされる。
日蓮は伊豆配流中に「四恩抄」を著し、松葉ヶ谷法難・伊豆流罪などの法難が妙法蓮華経の行者であることの証明であると位置づけ、また『教機時国抄』を著していわゆる「宗教の五綱」の教判を明確にしている。
弘長3年（1263年）2月22日、日蓮は伊豆流罪を赦免された。その赦免は『聖人御難事』に「故最明寺殿の日蓮をゆるしし」とあることから、北条時頼の判断によるものと判断される。

#### 小松原の法難
文永元年（1264年）の秋、日蓮は母の病が重篤であることを聞き、母の看病のため、故郷の安房国東条郷片海の故郷に帰った。それを知った東条郷の地頭・東条景信は日蓮を襲撃する機会を狙った。同年11月11日の夕刻、天津に向かって移動していた日蓮と弟子の一行に対し、東条景信は弓矢や太刀で武装した数百人の手勢をもって襲撃した。日蓮は頭に傷を受け、左手を骨折するという重傷を負った。この法難で、鏡忍房と伝えられる弟子が討ち死にし、急を聞いて駆け付けた工藤吉隆も瀕死の重傷を負い、その傷が原因となって死去した。
11月14日、日蓮は見舞いに訪れた旧師・道善房と再会した。日蓮は道善房に対し、改めて念仏が地獄の因であると説き、妙法蓮華経に帰依するよう説いた。その後、日蓮は文永4年（1267年）まで房総地域で布教し、母の死を見届けて、同年末には鎌倉に戻ったと推定される。

#### 蒙古国書の到来
文永5年（1268年）1月16日、蒙古と高麗の国書が九州の大宰府に到着した。両国の国書は直ちに鎌倉に送られ、幕府はそれを朝廷に回送した。蒙古の国書は日本と通交関係を結ぶことを求めながら、軍事的侵攻もありうるとの威嚇の意も含めたものであった。日蓮は、蒙古国書の到来を外国侵略を予言した「立正安国論」の正しさを証明する事実であると受け止め、執権・北条時宗、侍所所司・平頼綱らの幕府要人のほか、極楽寺の良観（忍性）、建長寺の蘭渓道隆ら鎌倉仏教界の主要僧侶に対して書簡を発し、諸宗との公場対決を要求した（十一通御書）。十一通御書においては念仏無間・禅天魔・真言亡国・律国賊という「四箇格言」を見ることができる。「建長寺も極楽寺も寿福寺も鎌倉の寺は焼き祓い、建長寺の蘭渓道隆も、極楽寺の良観房忍性も、首を刎ねて由比ヶ浜にさらせ」等の過激な発言を行った。
幕府は当初は他宗へ依頼したように蒙古調伏の祈祷を日蓮へ依頼したが、未曾有の国難に見舞われた日本の状況下で、過激な発言を繰り返す日蓮教団を危険集団と見なして教団に対する弾圧を検討した（「種種御振舞御書」）。

#### 龍の口の法難
文永8年（1271年）6月、日蓮は、当時関東における真言律宗教団の中心人物で、非人の労働力を組織化することで道路や橋の建設、港湾の維持管理や様々な社会事業を行っていた良観（忍性）が、旱魃に際して幕府に祈雨の祈願を要請されたことを知り、「7日の間に雨が降るならば日蓮が良観の弟子となるが、降らないならば良観が妙法蓮華経に帰依せよ」と降雨祈願の勝負を申し出たが、良観はこれに応じなかった。
1271年9月10日、日蓮は幕府に召喚され、現代で言えば刑事裁判を管轄する侍所の次官である平左衛門尉頼綱の尋問を受けた。『御成敗式目』の定めに従い、行敏の訴状に対する「陳状」（答弁書）を日蓮に求めると、日蓮は陳状を提出するが、「庵室に凶徒を集め弓箭（弓矢）・兵仗（武器）を貯えている」との行敏側の指摘は否定せず、日蓮らは、防衛体制強化を行う幕府に異を唱える悪党（反社会的行動をする集団）とされ、流罪の判決が下った。
この法難は鎌倉における日蓮教団の壊滅を意図する大規模な弾圧であり、元寇という未曾有の危機に見舞われ、国内で一致団結した防衛力強化が必要とされる中、過激な他宗批判を行い、国内の宗教対立を扇動する日蓮らの言動を危険視した幕府が、蒙古襲来の危機に対応するため幕府に異を唱える「悪党」を鎮圧する防衛体制強化の一環としてなされたと考えられている。
日蓮側の記述では、日延べしても一滴の雨も降らず、結果勝負は良観の惨敗に終わったこと、敗れた良観は、鎌倉浄土教勢力の中心人物である良忠や道教と共同して念仏僧・行敏の名を使って日蓮を告発したが、日蓮の反論に遭い、告発は成功しなかったこと、良観は次に蘭渓道隆らとともに北条時頼、北条重時の未亡人らにも働きかけ、御成敗式目第12条（悪口の咎）にあたる日蓮の処罰を訴えたことなどが主張されており、良観の報復であるとする。
9月12日夕刻、頼綱は数百人の兵士を率いて日蓮の逮捕に向かった。その際、兵士らが松葉ヶ谷の草庵に経典類を撒き散らし、法華経の巻軸をもって日蓮を打擲するなどの暴行を働いたが、日蓮は頼綱に対して日蓮を迫害するならば内乱と外国からの侵略は不可避であると主張し、諫暁した。頼綱は日蓮を馬に乗せて鎌倉中を引き回し、佐渡国守護である北条宣時の館に「預かり」とした。
頼綱は、同日夜半、日蓮を龍の口の刑場へと連行した。当時、裁判など規定の手続きを経ず斬首に処すというのは、御成敗式目にも反したものであった。種種御振舞御書によれば日蓮が斬首の場に臨み、刑が執行されようとする時、江の島の方角から強烈な光り物（発光物体）が現れ、太刀を取る武士の目がくらむほどの事態になって刑の執行は中止されたとある。
文永八年九月、日蓮とともに刑場に同行した四条金吾に宛てた書簡において『貴辺たつのくちまでつれさせ給ひ』『月天子は光物とあらはれて竜の口の頸をたすけ』『(法華経)安楽行品に云く、「刀杖も加へず」』『(同)普賢品に云はく「刀尋（つ）いで段々に壊（お）れなん」』等と、その際の様子を振り返っている。また、立正安国論を時頼に提出する際それを介した宿屋入道は、この龍の口の法難の後、日蓮に帰依している。宿屋入道は禅の篤信者で寺を寄進するほどだったが、日蓮の弟子になった後には自宅を寺としている。
文永八年、日蓮は弟子日朗に宛てた土籠御書において、法華経安楽行品第十四を引用し『天諸童子　以為給使　刀杖不可　毒不能害』（天の諸の童子、以て給使を為さん。刀杖も加えず、毒も害すること能わず）と自身の境涯を説いている。
日蓮は「開目抄」で「日蓮といゐし者は去年九月十二日子丑（ねうし）の時に頸はねられぬ」と述べて、それまでの日蓮はひとまず終わったと述べている。また「三沢抄」では、自身が佐渡流罪以前に述べてきた教えは釈尊の爾前経のようなものであると説いている。日蓮は龍の口の法難以後、新たな境地に立って布教を開始した。佐渡に出発する前日（10月9日）には初めての文字曼荼羅本尊（「楊枝本尊」と称される）を図顕している。
日蓮は、相模国依智（現在の神奈川県厚木市依知）にある佐渡国守護代・本間重連の館に護送され、1か月ほどそこに留め置かれ、最終的に佐渡へ向かった。この法難で迫害を受けたのは日蓮一人ではなく、鎌倉の門下260余人がリストアップされ、逮捕・監禁、追放、所領没収などの処分を受けた。

### 佐渡流罪

#### 「開目抄」
文永8年（1271年）10月10日に依智を出発した日蓮護送の一行は、10月28日、佐渡に到着し、11月1日、配所である塚原三昧堂に入った。日蓮には日興など数人の弟子が随行していた。塚原三昧堂は、名前の通り墓（塚）のある野原に建てられた粗末な小堂で、冬は雪が吹き込む建物であり、与えられた食糧も乏しく、極めて厳しい環境だった。
配所に到着した日蓮は、直ちに「開目抄」の執筆に着手、翌年2月に完成させた。執筆の背景には法難によって多くの門下が信心に疑問を持ち、退転していった状況があった。門下の疑問とは、法華経の行者には諸天の加護があるはずであるのに何故日蓮とその門下に加護がなく迫害を受けるのか、というものであった。日蓮は、今後の布教のためにもこの疑問に答える必要があった。
日蓮はこの疑問に答えるために、まず末法の衆生が帰依すべき主師親の当体を儒教（中国古代思想）、外道（インド古代思想）、内道（仏教）の検証を通して明らかにしようとする。仏教とそれ以外の宗教の検討の後、さらに仏教内部の教について大乗教と小乗教、大乗の中でも妙法蓮華経とそれ以外の経、法華経の中でも前半（迹門）と後半（本門）、本門の中でも文上本門と文底本門との勝劣を論じ、結論として妙法蓮華経の文底本門の教である南無妙法蓮華経が末法に弘通すべき正法であることを明らかにしていく。
「開目抄」では、教の検証を通して諸宗が教の浅深勝劣を知らずに謗法を犯しており、日蓮こそが教の勝劣を正しく知る真の行者、すなわち末法における主師親の主体であることを明らかにしていく。「開目抄」に示された「我日本の柱とならん、我日本の眼目とならん、我日本の大船とならん等とちかいし願いやぶるべからず」との三大誓願は主（柱）・師（眼目）・親（大船）の表明と解される。その記述を通して先の疑問に対する答えが示される。すなわち行者に諸天善神の加護がない理由として、①経文や歴史上の先人の例に照らして行者が難を受けるのはむしろ当然である、②行者が難に遭うのは行者自身に謗法の罪があるからである、③迫害者に順次生に地獄に堕ちる重罪がある場合には現世に現罰は現れぬ④行者に諸天の加護がないのは諸天善神が謗法の国を去っているためである、という4点を示してその回答としている。
「開目抄」が完成した文永9年（1272年）2月、鎌倉と京都で幕府内部の戦闘が生じた（二月騒動）。幕府中枢が、北条一門の名越時章・教時兄弟と北条時宗の庶兄で六波羅探題南方の職にあった北条時輔を謀反の罪を着せて誅殺した粛清事件である。日蓮が「立正安国論」で予言した自界叛逆難が現実のものとなった。

#### 「観心本尊抄」
文永9年（1272年）の初夏、日蓮の配所は塚原三昧堂から国中平野の西方に位置する一谷（）に移された。それまで日蓮を保護してきた守護代・本間重連が佐渡を離れたことに伴う処置であった。居住環境という点では改善されたが、念仏者らに命を狙われるという状況はまだ続いていた。この頃、門下の中に日蓮の赦免を幕府に嘆願しようとする動きがあったが、それを知った日蓮は赦免運動を厳しく禁じている。
文永10年（1273年）4月、日蓮は自身が図顕した文字曼荼羅本尊の意義を明かした「観心本尊抄」を著した。本抄では、曼荼羅本尊を受持して南無妙法蓮華経の唱題を行ずることが成仏への修行（観心）であることを示し、日蓮の仏教における実践を明らかにしている。
文永10年4月、富木常忍に宛てた観心本尊抄副状において『此の事日蓮当身の大事なり。(中略)未聞の事なれば人の耳目之を驚動すべきか。（中略）国難を顧みず五五百歳を期して之を演説す』等とある。
「観心本尊抄」では、まず天台大師が『摩訶止観』で説いた一念三千の法理と草木成仏の義を確認し、紙や木の板に記される曼荼羅が仏の力用を持つ所以を示す。次いで、十界互具の法理について詳細に論じ、妙法が一切の仏を成仏させた能生の存在である故に、妙法を受持することによって仏が有する一切の功徳を譲り受けることができると説いている。後半では本尊について妙法蓮華経の前に書かれた爾前権教、法華経の迹門・文上本門・文底本門の段階を追って説かれる。経典を序分・正宗分・流通分にわける三分科経を五重にわたって論じ（五重三段）、文上本門が脱益の法門であるのに対し、題目の五字（南無妙法蓮華経）こそが末法に弘通する下種益の法門であることを明らかにしている。

#### 「顕仏未来記」
文永10年(1273年)の『顕仏未来記』では、釈迦、智顗、最澄等の生きた時代に生まれなかったことを嘆きつつも、末法の自分は広宣流布・仏法西遷の使命があると決意している。

### 赦免
佐渡配流において日蓮は生命の危機に直面したが、その中でも多くの著作を残して自身の思想を展開していった。また「佐渡百幅」といわれるように、多くの曼荼羅本尊を図顕して門下に授与した。さらに、佐渡在住の人々から阿仏房日得や国府入道、中興入道など多くの門下が生まれている。
文永11年（1274年）2月、執権・北条時宗は日蓮の赦免を決定し、赦免状が3月8日に佐渡にもたらされた。佐渡配流が根拠のない讒言によるものであったことが判明し、また蒙古襲来の危機が切迫してきたためである。日蓮は3月13日に佐渡を発ち、3月26日に鎌倉に帰還した。佐渡の在島期間は2年5か月であった。

### 身延期の活動

#### 身延入山
文永11年（1274年）4月8日、日蓮は幕府の要請を受けて平頼綱と会見した。頼綱は丁重な態度で蒙古襲来の時期について日蓮に尋ねた。日蓮は年内の襲来は必然であると答えた。頼綱は寺院を寄進することを条件に日蓮に蒙古調伏の祈禱を依頼したが、日蓮は諸宗への帰依を止めることが必要であるとしてその要請を拒絶したと伝えられる。日蓮は蒙古調伏の祈禱を真言師に命ずるべきではないと頼綱を諫めたが、頼綱はそれを用いなかった。
「立正安国論」提出時、文永8年の逮捕時、さらに今回と3回にわたる諫暁も幕府に受け入れられなかった日蓮は、これ以上幕府に働きかけるのは無意味と考え、鎌倉を退去することにした。そこで、日興の勧めに従い、5月17日、日興の折伏で日蓮門下になっていた南部実長（波木井実長）が地頭として治める甲斐国身延（現在の山梨県身延町）に入った。その間も日蓮は著述活動を持続し、身延到着後まもなく日蓮自身の法華経観をまとめ、三大秘法の名目を挙げた「法華取要抄」を完成させている。鎌倉退去の後も日蓮は幕府にとって警戒の対象になっており、対外的には「遁世」の形であったから、身延入山後は門下以外の者と面会することを拒絶し、入滅の年に常陸の湯に向かう時まで身延から出ることはなかった。訪問客は多く来ていたが、わずらわしいと述べている。身延山中は大雪が降ることもあり、体調を崩しがちになる。

#### 文永の役
文永11年（1274年）10月、3万数千人の蒙古・高麗軍が対馬と壱岐島に上陸、防備の武士を全滅させ、さらに博多湾に上陸した。日本の武士は蒙古軍の集団戦術や炸裂弾（てつはう）や短弓・毒矢などの武装に苦しめられ、戦闘は一週間ほどで終了したが、日本側は深刻な被害を受けた。日蓮は2年後の建治2年（1276年）に記した「一谷入道御書」で対馬・壱岐の戦況を記述している。
幕府は文永の役の後、再度の襲来に備えて戦時体制の強化を図り、防塁の建設や高麗出兵計画のため、東国から九州へ多数の人員を動員した。日蓮は故郷から離れて戦地に赴いた人々の心情を詳しく述べている。

#### 「撰時抄」
日蓮は蒙古襲来を深く受け止め、その意味を思索した。その結論を記したのが文永の役の翌年建治元年（1275年）に著した「撰時抄」である。そこでは、蒙古襲来は日本国が妙法蓮華経の行者を迫害する故に諸天善神が日本国を罰した結果であるとし、妙法蓮華経に従わない鎌倉中の寺や鎌倉大仏を焼き払い、禅僧・念仏僧を由比ヶ浜でことごとく処刑せよと述べている。
また、妙法蓮華経に従わないばかりか真言僧が敵国降伏の祈祷をしているので日本の滅亡はやむなしという悲観的な様子もうかがえる。一方で日蓮は、蒙古襲来などの戦乱の危機は日本に妙法が流布する契機となると述べている。
「撰時抄」で日蓮は「時」を中心に仏教史を論じ、末法は釈尊の「白法」が隠没し、それに代わって南無妙法蓮華経の「大白法」が流布する時代であるとする。すなわち日蓮の弘通する南無妙法蓮華経は従来の仏教を超越した教であることを明確にしている。
さらに「撰時抄」では仏教史の記述を通して念仏・禅・真言に対する破折がなされるだけでなく、それまで示されることのなかった台密破折が示されている。天台宗の密教化をおし進めた第3代天台座主の慈覚大師円仁を安然・源信と並べて「師子の身の中の三虫」と断ずる。東密（真言宗）だけでなく台密（天台宗）までも破折の対象にしているのが「撰時抄」の大きな特徴となっている。その上で、日蓮自身について「日本第一の行者」「日本第一の大人」「一閻浮提第一の智人」との自己規定が見られる。

#### 「報恩抄」
建治2年（1276年）6月、日蓮は自身の剃髪の師である道善房が死去したとの知らせに接し、道善房の恩に報ずるため、翌月「報恩抄」を完成させ、清澄寺時代の兄弟子である浄顕房・義浄房に宛てて同抄を送った。「報恩抄」の内容は、①報恩の倫理を示す、②真言密教の破折を軸に正像末の仏教史を概観する、③三大秘法の法理を示す、の3点に要約される。
本抄の冒頭では「夫れ老狐は塚をあとにせず、白亀は毛宝が恩をほう（報）ず。畜生すらかくのごとし。いわうや人倫をや」と報恩こそが倫理の根本であることを示し、末尾では「日本国は一同の南無妙法蓮華経なり。されば花は根にかへり真味は土にとどまる。此の功徳は故道善房の聖霊の御身にあつまるべし」として日蓮が南無妙法蓮華経を弘通した功徳が故道善房に帰していくと述べられている。日蓮の実践が全て師・道善房への報恩・回向になっているとの趣旨である。
②の真言密教破折については、「撰時抄」では触れられなかった第5代天台座主・智証大師円珍に対する破折や弘法大師空海の霊験の欺瞞性を暴露するなど、「撰時抄」よりもさらに踏み込んだ内容が見られ、日蓮による密教破折の集大成ともいうべきものになっている。
本門の本尊・戒壇・題目という「三大秘法」の名目は身延入山直後に書かれた「法華取要抄」で示されていたが、「報恩抄」は三大秘法の内容を初めて説示した著述として重要な意義を持つ（ただし、本門の戒壇については名目を挙げるにとどめられている。戒壇の意義が説かれるのは弘安5年（1282年）の「三大秘法抄」まで待たねばならない）。
本門の本尊について「報恩抄」では「一には日本・乃至一閻浮提・一同に本門の教主釈尊を本尊とすべし。所謂宝塔の内の釈迦多宝、外の諸仏並びに上行等の四菩薩脇士となるべし」と説かれる。この文の解釈は各宗派で異なる。たとえば、日蓮宗ではこの文の「本門の教主釈尊」を文上寿量品に説かれる久遠実成の釈迦仏とするのに対し、日蓮正宗では釈迦仏を正法・像法時代の教主とする立場からこの「本門の教主釈尊」を本因妙の教主釈尊すなわち日蓮自身であるとする。
本門の題目については「三には日本乃至漢土・月氏・一閻浮提に人ごとに有智無智をきらはず一同に他事をすてて南無妙法蓮華経と唱うべし。此の事いまだひろまらず。一閻浮提の内に仏滅後二千二百二十五年が間一人も唱えず。日蓮一人、南無妙法蓮華経・南無妙法蓮華経等と声もをしまず唱うるなり」と説かれる。
身延において日蓮は膨大な書簡や法門書を執筆し、多くの文字曼荼羅本尊を図顕して門下を教導した（現存する日蓮真筆の曼荼羅本尊は120余幅を数える）。時には百人を超える門下が参集して妙法蓮華経の講義を受けている。日蓮の妙法蓮華経講義を、後に日興門流がまとめたのが「御義口伝」、日向門流がまとめたのが「御講聞書」とされている）。

#### 熱原法難
日蓮の身延入山後、弟子の日興を中心に富士方面で活発な弘教が展開された結果、日興が供僧をしていた四十九院や岩本実相寺、龍泉寺などの天台宗寺院で住僧や近隣の農民らが改宗して日蓮門下となる状況が生まれていた。その動きに対して各寺院の住職らは反発して日蓮門下となった住僧らを追放するなど対抗したため、日蓮門下と天台宗側との抗争が生じた。天台宗側は北条得宗家と結びついており、幕府権力を後ろ盾として日蓮門下に圧力を加えた。
抗争が頂点に達したのは弘安2年（1279年）9月21日である。熱原龍泉寺の院主代・行智は、稲刈りに多数の農民信徒が集まっていた機会をとらえ、武装した武士の騎馬集団を用いて20人の農民信徒を捕えた。信徒は鎌倉に連行され、北条得宗家の家政をつかさどる内管領（ないかんれい）を兼務していた平頼綱の取り調べを受けた。
日蓮はこの事件を日蓮門下全体にわたる重大事件ととらえ、鎌倉の中心的信徒である四条金吾に書簡を送り、拘束されている農民信徒を励ましていくよう指示している。日蓮は農民信徒が厳しい取り調べにも屈することなく信仰を貫いている事実を知り、自身の生涯の目的（「出世の本懐」）を遂げたと述べている。なお、行智側から農民信徒を告発する訴状が出されたので、日蓮はそれに対する陳状（答弁書）の文案を作成して法廷闘争に備えた。同申状で日蓮は自身について「法主聖人」と述べている。
捕えられた20人の信徒が一人も妙法蓮華経の信仰を捨てなかったため、平頼綱は尋問を打ち切り、10月15日、3名を斬首、余を禁獄処分とした。迫害はその後も続いたが、日蓮は龍泉寺の住僧だった門下を下総の富木常忍の館に避難させるなど、事態の収拾に努めている。
なお、日蓮正宗では「出世の本懐」について、熱原法難を受けて弘安2年10月12日に図顕した本門戒壇の本尊（大石寺所蔵）を指すとするが、日蓮宗等の他の宗派ではこの解釈を認めておらず、板本尊自体も後世の作としている（同本尊は日蓮が孫弟子・日禅に授与した本尊を模刻して後世に作成されたものとの説が出されている）。

#### 弘安の役
蒙古（元）は弘安2年（1279年）3月に南宋を滅ぼすと、旧南宋の兵士を動員して日本に対する再度の遠征を計画した。高麗から出発する元・高麗の東路軍4万人と江南から出発する旧南宋の兵士10万人の江南軍に分け、合流して日本上陸を目指すという計画だった。弘安4年5月、東路軍が高麗の合浦（）を出発、対馬・壱岐に上陸して住民を殺害した後、6月6日、江南軍との合流を待たず、東路軍だけで博多湾に到着し、上陸作戦を開始した。東路軍と江南軍は、7月初旬、平戸島付近でようやく合流したが、閏7月1日、大型台風の直撃を受け、壊滅的な被害を出した。元・高麗軍は戦意を失い、高麗と江南に退却していった。
弘安の役に際し戦地に動員されることになっていた在家門下・曾谷教信に対し、日蓮は「感涙押え難し。何れの代にか対面を遂げんや。ただ一心に霊山浄土を期せらる可きか。たとい身は此の難に値うとも心は仏心に同じ。今生は修羅道に交わるとも後生は必ず仏国に居せん」と、教信の苦衷を汲み取りながら後生の成仏は間違いないと励ましている。
弘安の役は、前回の文永の役とともに、日蓮による他国侵逼難の予言の正しさを証明する機会だったが、一方で承久の乱の再来とはならず真言僧の祈祷で勝利した。『富城入道殿御返事』では、予想外の事態に困惑している様子がうかがえる。日蓮は門下に対して蒙古襲来について広く語るべきではないと厳しく戒めた。再度の蒙古襲来とその失敗を知った日蓮は、台風がもたらした一時的な僥倖に浮かれる世間の傾向に反し、蒙古襲来の危機は今後も続いているとの危機意識を強く持っていた。日蓮系各派では元寇襲来的中は度々言及されるが、日本の敗北を予言していた点に言及されることはあまりない。そのため、元寇後の鎌倉幕府の滅亡に比定する解釈がされることがある。
文永六年の立正安国論奥書には蒙古襲来について「西方大蒙古国より我が朝を襲ふべきの由牒状之を渡す。(中略)之に準じて之を思ふに未来もまた然るべきか。(中略)是偏に日蓮の力に非ず、法華経の真文の感応の致す所か」とある。

#### 朝廷への諫暁
弘安4年、日蓮は朝廷への諫暁を決意し、自ら朝廷に提出する申状（「園城寺申状」）を作成、日興を代理として朝廷に申状を提出させた。後宇多天皇はその申状を園城寺の碩学に諮問した結果、賛辞を得たので、「朕、他日法華を持たば必ず富士山麓に求めん」との下し文を日興に与えたという。
この年、日蓮の庵室が老朽化して手狭になったため、10間四面の規模を持つ大坊が建設された。その建設は地頭・波木井実長の一族が中心となり、富木常忍ら他の門下の協力のもとに行われた。

### 入滅

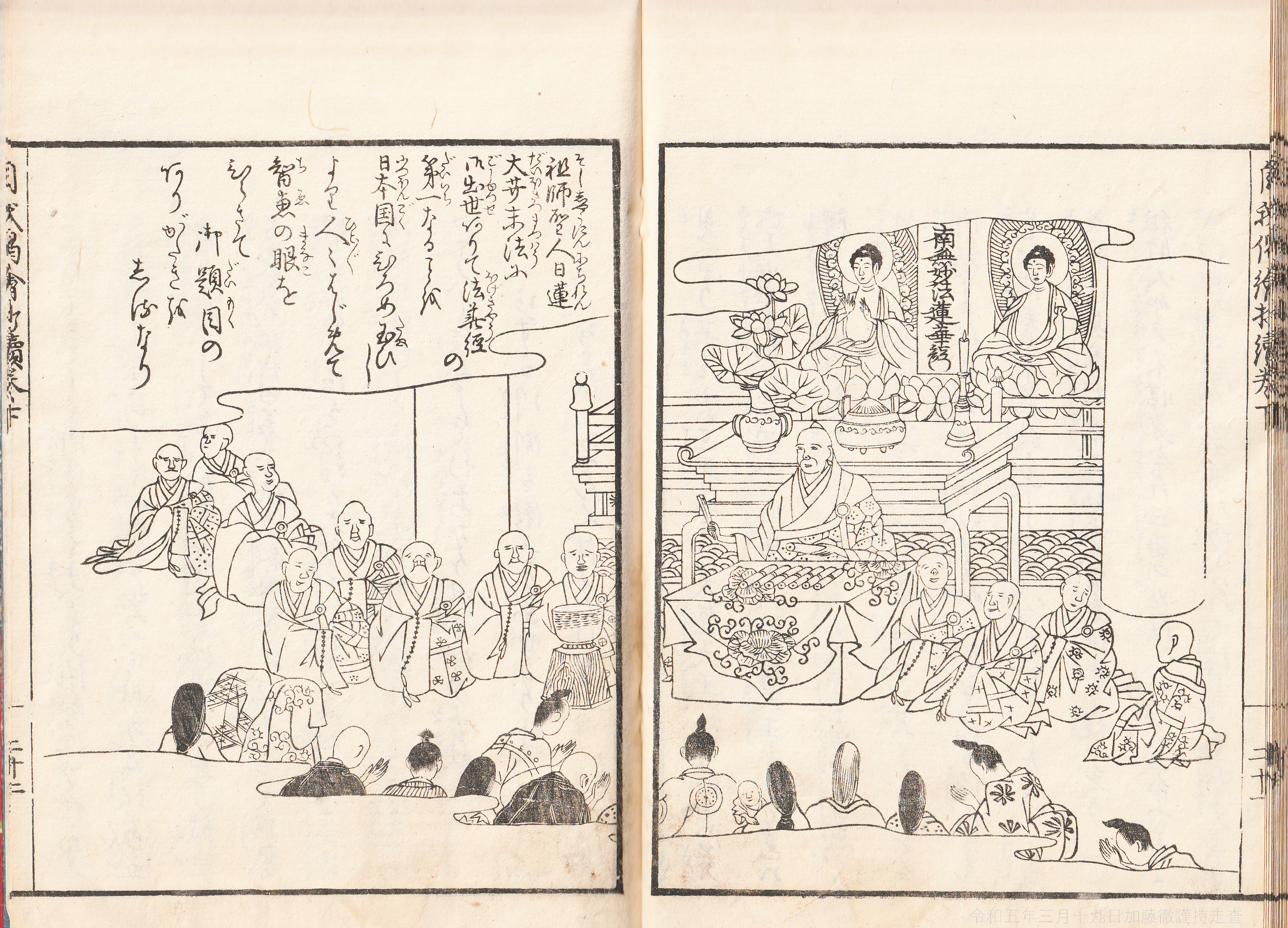
晩年の日蓮と弟子たち。『自我偈絵抄続編』1818年

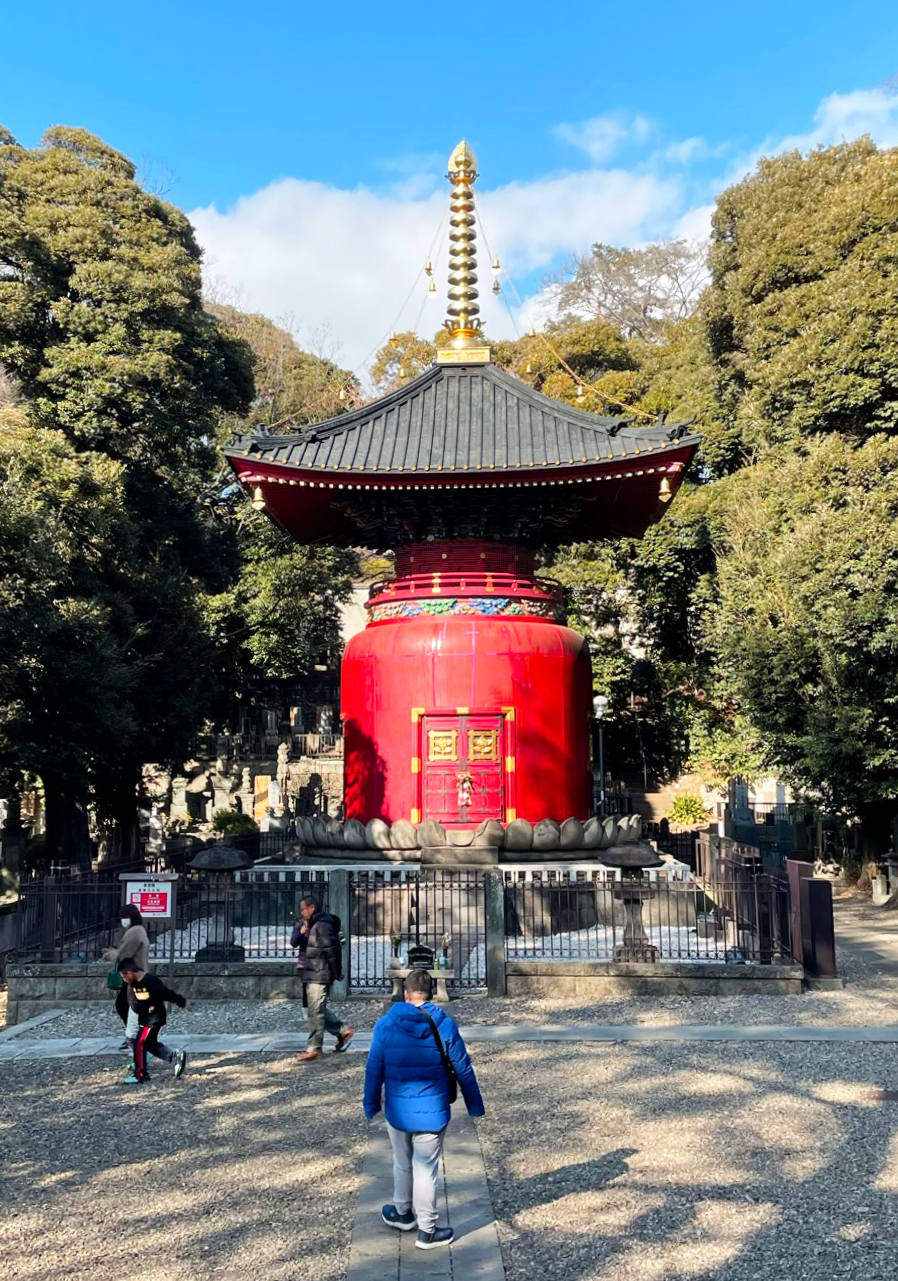
日蓮を荼毘（だび）に付した場所に建立された多宝塔（池上本門寺）

日蓮は、建治3年（1277年）の暮れに胃腸系の病を発し、医師でもある四条金吾の治療を受けていたが、一時的には回復しても病状は次第に進行していった。弘安4年（1281年）5月には日蓮自身、自己の死が迫っていることを自覚するまでになった。同年12月には門下への書簡の執筆も困難になっている。
日蓮の病状は弘安5年（1282年）の秋にはさらに進み、寒冷な身延の地で年を超えることは不可能と見られる状況になっていた。そこで門下が協議し、冬を迎える前に温泉での療養を行うことになった。その温泉は「波木井殿御報」に「ひたちのゆ」とあるので常陸国の温泉と考えられる。それがどこの温泉か諸説あるが、今日では波木井実長の次男・実氏の領地にあった加倉井の湯（茨城県水戸市加倉井町）と推定されている。
日蓮は、9月8日、波木井実長の子弟や門下とともに、実長から贈られた馬で身延を出発した。富士山の北麓を回り、箱根を経て18日に武蔵国荏原郡にある池上兄弟の館に到着したが、衰弱が進んでそれ以上の旅は不可能となった。日蓮は到着の翌日、日興に口述筆記させて波木井実長宛ての書簡を記した。その中で日蓮は、実長に対して謝意を表するとともに自身の墓を身延に設けるよう要請している。
日蓮が池上邸に滞在していることを知って、鎌倉の四条金吾、大学三郎、富士の南条時光、下総の富木常忍、大田乗明など主要な門下が参集してきた。9月25日、門下を前に日蓮は「立正安国論」の講義を行った。これが日蓮の最後の説法となった。10月8日には日昭・日朗・日興・日向・日頂・日持の6人を本弟子（六老僧）と定めた。
なお、日興門流では日蓮の入滅前に日興に対して付嘱がなされたとして「日蓮一期弘法付属書」と「身延山付属書」があったと主張するが、他門流はそれを認めていない。
日興門流（富士門流）では、日蓮を釈迦仏よりも根源的な本仏と位置づけ、『富士の立義聊かも先師の御弘通に違せざる事』『未だ広宣流布せざる間は身命を捨てて随力弘通を致すべき事』（日興遺誡置文）、『日興が身に宛て給はる所の弘安二年の大御本尊は(中略)本門寺に懸け奉るべし』（日興跡条々事）等、広宣流布および本門寺建立を目的としている。
日蓮は、弘安5年（1282年）10月13日、多くの門下に見守られて池上兄弟の館で入滅した。入滅に先立って日蓮は、自身が所持してきた釈迦仏の立像と注妙法蓮華経を墓所の傍らに置くことと本弟子6人が墓所の香華当番に当たるべきことを遺言している。

## 年譜
- 承久4年（1222年）2月16日 (ユリウス暦3月30日／先発グレゴリオ暦4月6日）、安房国長狭郡東条郷片海（現在の千葉県鴨川市）の小湊で誕生[76][77]。幼名は「善日麿」であったと伝えられている。父は三国大夫（貫名次郎重忠）、母は梅菊女との伝承がある。
- 天福元年（1233年）、清澄寺の道善房に入門。
- 暦仁元年（1238年）、出家し「是生房蓮長」の名を与えられた（是聖房とも）。
- 寛元3年（1245年）、比叡山・定光院に住した。
- 寛元4年（1246年）、三井寺へ遊学。
- 宝治2年（1248年）、薬師寺、仁和寺へ遊学。
  - 同年、高野山・五坊寂静院へ遊学[注釈 34]。
- 建長2年（1250年）、天王寺、東寺へ遊学。
- 建長5年（1253年）、清澄寺に帰山。
  - 4月28日（5月26日／6月2日）朝、日の出に向かい「南無妙法蓮華経」と題目を唱える（立教開宗）。この日の正午には清澄寺持仏堂で初説法を行ったという。名を日蓮と改める。中院・尊海僧正より恵心流の伝法灌頂を受ける[注釈 34]。
  - 同年、清澄寺を退出。
- 正嘉元年（1257年）、富士山興法寺大鏡坊に妙法蓮華経（法華経）を奉納[78]。
- 正嘉2年（1258年）、所伝によれば、この年実相寺にて一切経を閲読[79]。この頃、請われて門下とした弟子に日興との名を授け、伯耆房とする[80][81]。
- 文応元年（1260年）7月16日（8月24日／8月31日）、立正安国論を著わし、前執権で幕府最高実力者の北条時頼に送る[注釈 35]。安国論建白の40日後、他宗の僧らにより松葉ヶ谷の草庵が襲撃されるも難を逃れる。その後、ふたたび布教をおこなう。
- 弘長元年（1261年）5月12日、幕府によって伊豆国伊東（現在の静岡県伊東市）へ配流（伊豆法難）。
- 文永元年（1264年）11月11日、安房国小松原（現在の千葉県鴨川市）で念仏者の地頭・東条景信に襲われ、左腕と額を負傷、門下の工藤吉隆と鏡忍房を失う。
- 文永5年（1268年）、蒙古から幕府へ国書が届き、他国からの侵略の危機が現実となる。日蓮は執権北条時宗、平頼綱、建長寺蘭渓道隆、極楽寺良観などに書状を送り、他宗派との公場対決を迫る。
- 文永6年（1269年）、富士山に経塚を築く[78]。

佐渡へ向かう前に滞在した地に建つ日蓮聖人獅子吼の銅像（新潟県長岡市寺泊・法福寺）

- 文永8年（1271年）7月、極楽寺良観の祈雨対決の敗北を指摘。9月 良観・念阿弥陀仏等が連名で幕府に日蓮を訴える。平頼綱により幕府や諸宗を批判したとして捕らえられ、腰越龍ノ口刑場（現在の神奈川県藤沢市片瀬、龍口寺）にて処刑されかけるが、処刑を免れる[注釈 36]。このとき四条金吾がお供をし、刑が執行されたならば自害する覚悟であったと記録されている。
  - 10月、評定の結果佐渡へ流罪。流罪中の3年間に『開目抄』、『観心本尊抄』などを著述。また法華曼荼羅を完成させた。日蓮の教学や人生はこれ以前（佐前）と以後（佐後）で大きく変わることから、日蓮の研究者はこの佐渡流罪を重要な契機としてその人生を二分して考えることが一般的である[83]。
- 文永11年（1274年）春に赦免となり、幕府評定所へ呼び出され、頼綱から蒙古来襲の予見を聞かれるが、日蓮は「よも今年はすごし候はじ」（「撰時抄」）と答え、同時に法華経を立てよという幕府に対する3度目の諌暁をおこなう。「富木殿御書」「日蓮聖人註画讃」によれば、5月7日には身延一帯の地頭である南部（波木井）実長の招きに応じて波木井郷（身延入）へ入る。
  - 10月、蒙古襲来（文永の役）。予言してから5か月後にあたる。
- 弘安2年（1279年）9月21日、駿河熱原の神四郎等20人が滝泉寺行智等に讒せられ鎌倉に送らる。
- 弘安4年（1281年）、蒙古軍再襲来（弘安の役）。
- 弘安5年（1282年）
  - 9月8日（10月10日／10月17日）、「日蓮聖人註画讃」によれば、日蓮は病を得て地頭・波木井実長の勧めで実長の領地である常陸国へ湯治に向かうため身延を下山。10日後の弘安5年9月18日、武蔵国池上宗仲邸（現在の本行寺）へ到着。
  - 10月8日（11月9日／11月16日）、死を前に弟子の日昭、日朗、日興、日向、日頂、日持を後継者と定める。この弟子達は、六老僧と呼ばれるようになる[注釈 37]。
  - 10月13日（11月14日／11月21日）辰の刻（午前8時頃）、池上宗仲邸にて入滅。現在、大本山池上本門寺となっている。享年61（満60歳）[注釈 38]。
  - 10月25日、「日蓮聖人註画讃」によれば、日蓮の遺骨が身延山に送られる。

## 日蓮の思想の背景
日蓮は鎌倉時代の仏教の総合大学であった天台宗比叡山延暦寺で学び、日蓮自身は天台宗の僧としての自覚のもと、伝教大師最澄を崇敬し、法華経を信奉していた。『立正安国論』では「天台宗の僧侶日蓮が記した（天台沙門日蓮勘之）」と記している。
比叡山延暦寺で最澄が定めた天台宗の伝統的な修行を行い、21才から32才までの12年もの間、比叡山で修学し、「阿闍梨（あじゃり）号」が授けられている。
日蓮は、時代が既に末法に入っていることを確認し、天台教学から一切経の中で法華経が最勝の経典であるのに、諸宗が法華経の最勝を否認する謗法（正法誹謗）を犯していること、天台宗も「師子身中の虫」によって変質していることを批判、32歳で南無妙法蓮華経の弘通を開始することになった。
日蓮は四箇格言（念仏無間・禅天魔・真言亡国・律国賊）に表されるよう禅宗や真言宗、真言律宗、また真言宗の教えを取り入れて密教化していた当時の天台宗も批判するが、特に批判対象としたのは浄土宗である。
日蓮が生まれた承久4年（1222年）より10年前の建暦2年（1212年）に同じ天台宗から出た日本浄土宗の宗祖である法然が亡くなっているが、法然は法華経至上主義である天台教学を学びながらも法華経より「浄土三部経」を上位に置き、『選択本願念仏集』を記し、末法においては、凡夫が悟りに至ることは不可能で、厳しい修行も無効であり、阿弥陀仏に来世での救いを求める念仏だけが相応の教えであると説いた（聖道門を捨てて浄土門に帰すべきで、雑行を捨てて念仏の正行に帰入すべき、法華経をも捨て、南無阿弥陀仏=念仏を選択するしかないという思想）。
法然自身も批判される事を承知していたが、『選択本願念仏集』が開版されると、延暦寺、興福寺などからも多くの批判に晒され（承元の法難）、明恵の『摧邪輪』『摧邪輪荘厳記』や定照の『弾選択』といった批判書も出た。
日蓮もこの法然の浄土教を邪教として激しい批判を行い、邪教が武家、庶民にまで、広まってしまったために、数々の災いが日本に生じており、いずれは内乱（自界叛逆難）と他国侵略（他国侵逼難）により日本が滅びると考えた。
日蓮は阿弥陀仏にすがり、来世で極楽浄土への往生を求めるのではなく、現世（娑婆）で、娑婆国土全体を仏国土に開いていく事こそ、正しい教えとし、阿弥陀仏ではなく、阿弥陀仏の教主である本仏釈尊と諸天善神を信仰すべきで、題目（南無妙法蓮華経）を唱えるべきであるとの思想を展開した。
実際に立正安国論で示した内乱が起こり、元寇の危機が現実のものとして迫ると、日蓮は自身の考えに確信を得て「建長寺も極楽寺も寿福寺も鎌倉の寺は焼き祓い、建長寺の蘭渓道隆も、極楽寺の良観房忍性も、首を刎ねて由比ヶ浜にさらせ」等の過激な発言を行うに至ったが、幕府側は元寇という国難に対応するため、全国の自社へ敵国降伏の祈祷を命じ、九州の防備強化を行うなど、一致団結した対応が迫られる中で、武士や庶民に広がっていた臨済宗、浄土宗、真言宗、律宗を徹底的に批判し、国内での宗教対立を扇動する日蓮教団を危険視し、日蓮の進言を受け入れる事はなく、反対に良観らに日蓮が御成敗式目第12条の悪口の咎で訴えられると最高刑となる佐渡流罪の刑に処した。
実際には幕府は佐渡流罪の前に日蓮を龍の口で処刑しようとしたが、真夜中に現れた発光体による奇瑞により、刑の執行ができなかった。
3年間の佐渡流罪の刑を経て、文永11年（1274年）に佐渡流罪を赦免された。鎌倉に戻った際、幕府より帰依の申し出を受けるが『他宗への帰依を止めることが自身の教えである』とこれを一蹴し、山梨県の身延山に活動拠点を移した。
弘安5年（1282年）10月13日に入滅。日蓮入滅時は、弟子及び信徒の数は数百人程度で、東国の数カ国に散在するに過ぎない小規模な地方教団に過ぎなかったが、六老僧、中老僧、九老僧に代表される弟子達が全国で布教活動を行った。

## 思想
日蓮の主要教義は、三大秘法と五義（五綱）である。ここではその概要を述べる。

### 三大秘法
三大秘法とは本門の本尊・本門の題目・本門の戒壇の三つをいい、仏教全般の基本である戒定慧の三学を日蓮の仏教に当てはめたものとされる。「法華取要抄」「報恩抄」「三大秘法抄」などにおいて説かれる。「本門の」との言葉が冠されるのは、日蓮が弘めた法が従来の仏教を超越していることを示す趣旨である。ただし三大秘法の解釈については各宗派において大きな相違がある。
「三大秘法抄」は古来より真偽未決の遺文である。「三大秘法」という言葉は「三大秘法抄」を除いて使用例はなく、唯一「曽谷入道殿許御書」で「一大秘法」という用例が見いだされる。

#### 本門の本尊
本門の本尊とは日蓮の仏教における信仰と礼拝の対象をいう。
本門の本尊について、日蓮宗ではその実体は「久遠実成本師釈迦牟尼仏」すなわち法華経寿量品文上に説かれる五百塵点劫成道の釈迦仏であるとし、具体的な本尊の形態としては文字曼荼羅、一尊四士（釈迦仏像の左右に上行・無辺行・浄行・安立行の四菩薩像を安置する形態）、二尊四士（釈迦如来・多宝如来像の左右に四菩薩像を安置する形態）のいずれでもよいとする。
それに対して日蓮正宗など日興門流の多くは仏像を本尊とすることを認めず、本門の本尊とは文字曼荼羅のみであり、文字曼荼羅は日蓮と一体不二であるとする（曼荼羅を法本尊、日蓮を人本尊とする）。その背景には、日蓮宗が法華経に説かれた釈迦仏を本仏（教主）とするのに対し（釈迦本仏論）、日蓮正宗は釈迦仏を正法・像法時代の仏ととらえ、日蓮を末法の本仏とする（日蓮本仏論）など、本仏観の相違がある。

#### 本門の題目
本門の題目は南無妙法蓮華経であり、また本門の本尊を信受して南無妙法蓮華経と唱えることをいう。
南無妙法蓮華経の言葉は日蓮以前にも存在した。その場合、南無妙法蓮華経は妙法蓮華経という経典に帰依する（南無する）ことを意味する言葉だが、日蓮は妙法蓮華経は法華経の名ではなく、妙法蓮華経の法体であり、心（意）とした。また日蓮は妙法蓮華経二十八品を「広」、方便品・寿量品を「略」、南無妙法蓮華経を「要」と位置づけた。すなわち日蓮において南無妙法蓮華経はたんに妙法蓮華経という経典に南無するという意味の言葉ではなく、末法の衆生を成仏させる根源の法（妙法）そのものを意味する。

#### 本門の戒壇
戒壇とは、従来の仏教においては僧侶の授戒の儀式を行う場所を意味したが、日蓮の仏教の戒壇は本門の本尊を安置して南無妙法蓮華経の題目を行ずる場所をいう。日蓮は、真蹟が確認できる「法華行者値難事」「法華取要抄」「報恩抄」で「本門の戒壇」と名目だけ書き記し、それが指す内容については言及していない。また「三大秘法抄」では「本門の戒壇」ではなく「寿量品の戒壇」と記されている。
なお「三大秘法抄」には妙法が広まった時には最勝の地に戒壇を建立すべきであるとの教示がある。この戒壇は教団が目標とすべき理想を示したものとされる。

### 五義（五綱）
教・機・時・国・教法流布の先後の五義は五綱ともいい、日蓮独自の教判である。教判とは教相判釈の略で、諸経の勝劣を比較検討し、自らの宗旨建立の正当性を示すものをいう。「教機時国抄」「顕謗法抄」「南条兵衛七郎殿御書」などに説かれている。五義は、「顕謗法抄」で「行者、仏法を弘むる用心」といわれるように、仏法弘通のために留意すべき判断基準でもある。一般の教判が主に教理についての判定であるのに対し、日蓮が立てた五義（五綱）は教理だけでなく、衆生が教えを受け入れる能力（機根）、時代の特質（時）、その国の国情（国）、それまでに広まっている教え（教法流布の先後）を総合的に判断する基準であるところに特徴がある。

#### 教
一切の宗教の中でどのような教えが人々を幸福へと導く適切な教えであるかを判定すること。日蓮は「五重の相対」（開目抄）、「五重三段」（観心本尊抄）などを通して南無妙法蓮華経こそが末法に弘めるべき教であるとする。

#### 機
教えを受け止める衆生の宗教的能力（機根）を判断すること。日蓮は末法の衆生は釈尊在世の結縁を持たず、南無妙法蓮華経のみによって成仏できる機根の衆生であるとした。

#### 時
この時とは仏法上の時であり、今日は従来の仏教では衆生を救済できない第五の五百歳、すなわち末法であると知ることをいう。

#### 国
その国の国情を知って仏法を流布することをいう。日蓮は、日本国は法華経に有縁の国であるとした。

#### 教法流布の先後
先に広まった教えを知って後に弘める教えを判断すること。日蓮は、後に弘める教えは先に広まっている教えよりも深い教えでなければならないとした。

### 遺文
日蓮は大量の書簡を自筆して弟子や信徒たちに発送し、信徒や弟子達もこれを書写し大切に保管したため、現在でも真筆とみなし得る著作や書簡、断片は600点を越える。真偽不明となっているものもあり宗派によって解釈が異なっている。
- 守護国家論（しゅごこっかろん）1259年

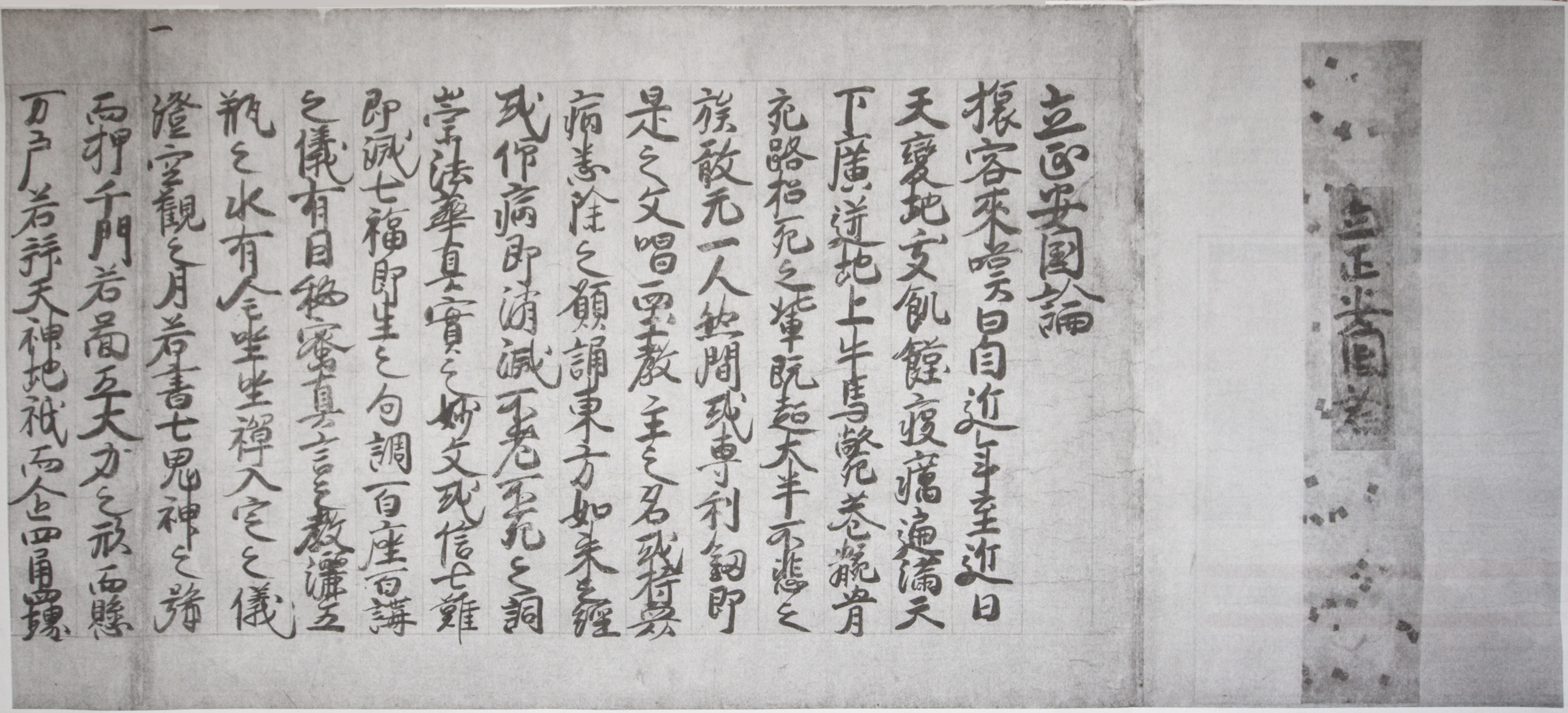
『立正安国論』（巻頭部分、日蓮撰・筆、法華経寺蔵、国宝）

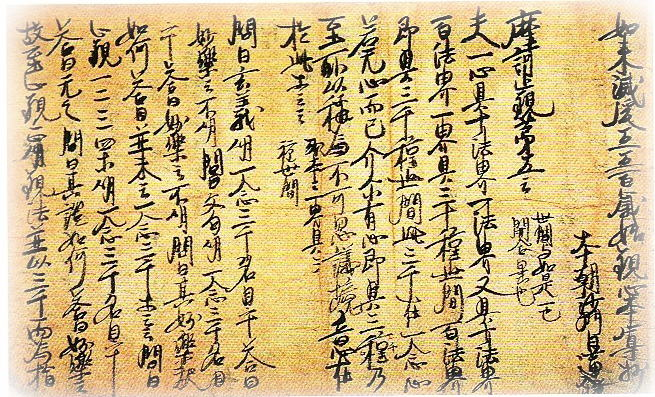
『如来滅後五五百歳始観心本尊抄』（巻頭部分、日蓮撰・筆、法華経寺蔵、国宝）

- 災難興起由来（さいなんこうきゆらい）1260年
- 災難対治抄（さいなんたいじしょう）1260年
- 立正安国論（りっしょうあんこくろん）[90]1260年
- 顕謗法抄（けんほうぼうしょう）1262年
- 法華浄土問答抄（ほっけじょうどもんどうしょう）1272年
- 八宗違目抄、1272年
- 開目抄（かいもくしょう）1272年
- 真言諸宗違目抄、1272年
- 祈祷抄（きとうしょう）1272年
- 如来滅後五五百歳始観心本尊抄（にょらいのめつご、ごごひゃくさいにはじむ、かんじんのほんぞんしょう）1273年
- 顕仏未来記（けんぶつみらいき）1273年
- 小乗大乗分別抄、1273年
- 木絵二像開眼事、1273年
- 法華取要抄（ほっけしゅようしょう）1274年
- 神王国御書、1275年
- 種種御振舞御書、1275年
- 撰時抄（せんじしょう）1275年
- 報恩抄（ほうおんしょう）1276年
- 四信五品抄（ししんごほんしょう）1277年
- 諫暁八幡抄（かんぎょうはちまんしょう）1280年
- 三大秘法禀承事[91][92]（さんだいひほうほんしょうじ[93]、さんだいひほうぼんじょうのこと[94]）1282年（但し、真偽両説あり[95][96]）
- 唱法華題目抄（しょうほっけだいもくしょう）
- 本尊問答抄（ほんぞんもんどうしょう）
- 兄弟抄
- 下山御消息（しもやまごしょうそく）

他四百余篇。

#### 立正安国論
日蓮が文応元年（1260年）7月16日に得宗（元執権）北条時頼に提出した文書が立正安国論である。日蓮は、相次ぐ災害の原因は人々が正法である法華経を信じずに浄土宗などの邪法を信じていることにあるとして対立宗派を非難し、このまま浄土宗などを放置すれば国内では内乱が起こり外国からは侵略を受けると唱え、逆に正法である法華経を中心とすれば（「立正」）国家も国民も安泰となる（「安国」）と主張した。
その内容に激昂した浄土宗の宗徒による日蓮襲撃事件を招いた上に、禅宗を信じていた時頼からも「政治批判」と見なされて、翌年には日蓮が伊豆国に流罪となった。この事は「教えを広める者は、難に遭う」という『法華経』の言葉に合う為、「法華経の行者」としての自覚を深める事になった。
しかし、時頼没後の文永5年（1268年）にはモンゴル帝国から臣従を要求する国書が届けられて元寇に至り、国内では時頼の遺児である執権北条時宗が異母兄時輔を殺害し、朝廷では後深草上皇と亀山天皇が対立の様相を見せ始めた。
日蓮とその信者は『立正安国論』をこの事態の到来を予知した予言書であると考えるようになった。日蓮はこれに自信を深め、弘安元年（1278年）に改訂を行い（「広本」）、さらに2回『立正安国論』を提出し、合わせて生涯に3回の「国家諫暁」（弾圧や迫害を恐れず権力者に対して率直に意見すること）を行った。

#### 一谷入道御書
文永の役の際の元・高麗連合軍による対馬侵攻について、現在伝世されている日蓮の書簡のうち、建治元年五月八日付のいわゆる「一谷入道御書」に、日蓮が接した当時の伝聞が伝えられている。
| （前略）去文永十一年（太歳甲戌）十月ニ、蒙古国ヨリ筑紫ニ寄セテ有シニ、対馬ノ者カタメテ有シ、総馬尉（そうまじょう）等逃ケレハ、百姓等ハ男ヲハ或八殺シ、或ハ生取（いけどり）ニシ、女ヲハ或ハ取集（とりあつめ）テ、手ヲトヲシテ船ニ結付（むすびつけ）或ハ生取ニス、一人モ助カル者ナシ、壱岐ニヨセテモ又如是（またかくのごとし） |

この「一谷入道御書」は日蓮が佐渡配流中に世話になっていた一谷入道の女房に宛てて文永の役の翌々年に書かれたもので、その後段部分に文永の役における対馬の被害について触れたものである。これによると蒙古軍は上陸後、宗資国（総馬尉）以下の守護勢を撃退し、島内の民衆を殺戮、あるいは生捕りにしたりしたうえ、さらには捕虜としたこれらの住民の「手ヲトヲシテ」つまり手の平に穴を穿ち、紐か縄などによってか不明だがこれを貫き通して船壁に並べ立てた、という話を伝えている。ただし、後段にもあるように、日蓮のこの書簡にのみ現れ、「手ヲトヲシテ」云々が実際に行われたことかどうかは詳らかではない。

#### その他の書簡における蒙古襲来についての記載
日蓮自身、「一谷入道御書」以降の書簡において何度か文永の役での被害について触れており、その度に掠奪や人々の連行、殺戮など「壱岐対馬」の惨状について述べており、朝廷や幕府が日蓮の教説の通り従わず人々も南無妙法蓮華経の題目を唱えなければ「壱岐対馬」のように京都や鎌倉も蒙古の殺戮や掠奪の犠牲になり国は滅びてしまうとも警告している。
例えば、建治二年閏三月五日に妙密に宛てた「妙密上人御消息」には、「日本国の人人は、法華経は尊とけれとも、日蓮房が悪ければ南無妙法蓮華経とは唱えましとことはり給ふとも、今一度も二度も、大蒙古国より押し寄せて、壹岐対馬の様に、男をは打ち死し、女をは押し取り、京鎌倉に打入りて、国主並びに大臣百官等を搦め取、牛馬の前にけたてつよく責めん時は、争か南無妙法蓮華経と唱へさるへき、法華経の第五の巻をもて、日蓮が面を数箇度打ちたりしは、日蓮は何とも思はす、うれしくそ侍りし、不軽品の如く身を責め、勧持品の如く身に当て貴し貴し」と記している。
しかしながら、近年の研究によると、「一谷入道御書」以降の書簡では文永の役における壱岐・対馬などでの被害や惨状について幾度も触れられているものの、「捕虜の手に穴を開けて連行する」という記述は「一谷入道御書」以降の日蓮の書簡において類する言及は見られないため、文永の役での情報が錯綜していた時期に、あまり根拠のない風聞も書簡中に書かれたのではないかという推測がされている。

### 四箇格言
日蓮は鎌倉に現れ辻説法と「諌暁八幡抄」などで他の仏教宗派を批判した際、四箇格言（しかかくげん）を述べた。真言亡国、禅天魔、念仏無間、律国賊の四つを謂う。ただし、自身はこれを四箇格言とは命名していない。

### 立宗感
自身は法華宗の僧と称していたが、一宗派を立てたという自覚に関しては有無両説ある。すなわち、有は「〔佐渡流罪時代に〕自身の純正法華宗を組織すべくも決意された」とする(勝呂信静 1967, p. 53)、無は「然るに日蓮は何の宗の元祖にもあらず」（『妙密上人御消息』）を根拠とした(宮崎英修 2013, p. 30)、もしくは「法華宗は〔略〕久遠実成の本仏たる釈尊によって立てられた〔と日蓮は主張した〕」とする(金岡秀友 1979, p. 230)である。

## 逸話
- 佐渡流罪2年目の文永9年（1272年）、日蓮の配所が塚原三昧堂から一谷に移されてまもなく、鎌倉の女性信徒が幼子の乙御前を連れて、はるばる佐渡の日蓮を訪ねてきた。日蓮はその女性を「日本第一の法華経の行者の女人」と称賛し、「日妙聖人」と日号・聖人号まで授与している[103]。その上で、日蓮は乙御前母子の帰りの旅費が十分でないことを心配し、日蓮の世話をしている一谷入道から、後で法華経十巻を書写して与える約束をしてその代償に母子の旅費を用立ててもらった。一谷入道は地頭などに遠慮して念仏の信仰を捨てることができなかったが、入道の妻は日蓮の門下となった。建治元年（1275年）、日蓮は自ら書写した法華経十巻を入道の妻にわたしている[104]。
- 建治2年（1276年）3月、最古参の門下の一人で下総方面の中心的信徒だった富木常忍が身延の日蓮のもとに母親の遺骨を納めに来た。しかし、常忍は下総に帰る時、常に所持している経典を置き忘れてしまった。日蓮はすぐに常忍が忘れた持経を弟子にもたせて常忍のもとに届けさせた。日蓮は、引っ越しの際に妻を旧宅に置き忘れた人がいた等の中国の故事を引いた後、常忍に対して「日本第一の好く忘るるの仁（ひと）か」とユーモアを含めて教示した。その上で、下総から身延までの困難な道のりを母の遺骨を運んできた常忍の行動に触れ、母を思う常忍の心情を深く汲み取っている（[105]）。
- 建治3年（1277年）6月、四条金吾は、極楽寺良観らの讒言を真に受けた主君・江馬氏から法華経の信心を続けるならば所領を没収し江馬家から追放する旨の命令を受けた。金吾から決して法華経の信心を捨てることはないとの誓いの言葉を聞いた日蓮は、金吾が主君に提出する陳状（答弁書）を金吾に代わって自ら執筆し（「頼基陳状」）、併せて主君の代理の奉行人に対して金吾が言うべき言葉まで具体的に教示している。それは次のような言葉だった。「自分から江馬家を出て所領を差し上げることはいたしません。しかし主君が私の所領を没収するのであれば、それは法華経への布施となりますから、むしろ幸いであると思います。私の領地は主君からいただいたものではなく、主君の病気を法華経の薬によって助けてあげた褒美としていただいた所領ですから、それを取り上げるならば主君の病気もまた戻ってくるでしょう。その時になって、『四条金吾、助けてくれ』などと言ってこられたとしても、そのような要請には一切応じられません」。奉行人に対し、このように憎々し気に言い切って、席を蹴って帰ってきなさいと日蓮は四条金吾に教示した[106]。実際に、主君はまもなく鎌倉で流行していた病にかかり、金吾の治療を受けなければならない事態になってしまった。金吾の助けを得て病を癒すことができた主君は、金吾に対する態度を改め、弘安元年（1278年）には金吾に新たな領地を与えている[107]。
- 身延の日蓮のもとには多くの門下が訪れたが、下部温泉の湯治のついでに訪問したという者には真剣な信心が認められないとして面会せず、全て追い返した。老齢の内房（うつぶさ）の尼御前が訪ねてきた時も、尼御前が氏神に参詣したついでに来たと言ったので、日蓮は、仏が主で神は従であるとの道理を尼に分からせるためにあえて面会しなかった[108]。
- 早い時期に日蓮の弟子となった三位房は、その後、比叡山延暦寺に遊学した学僧だったが、遊学先から日蓮に宛てた手紙で、貴族に招かれて説法したことを面目をほどこしたなどと書いてきたので、日蓮はその態度について「日蓮を卑しんで書いたのか」と厳しく戒めた。さらに三位房の言葉遣いもさぞかし京都なまりになっただろうとして、それでは田舎法師でも京法師でもない中途半端な存在になってしまうから、言葉はあくまでも田舎言葉でなければならないと訓戒している[109]。
- 文永の役の翌年、建治元年（1275年）4月、杜世忠ら蒙古の使者が日本にやってきたが、幕府は使者の言葉に耳を貸さず、同年9月、竜の口の刑場で斬首した。日蓮はその事実を知って、罪もない使者が処刑されたのは「不便（ふびん）」であるとし、彼らに深い同情を寄せた[110]。さらに平頼綱や北条時宗らが日蓮を用いていたならば、決して使者を斬首させることはなかっただろうと述べている[111]。
- 文永11年（1274年）5月、鎌倉を去って身延に入った日蓮は、その途中、富士の賀島にある、日興の叔母が嫁いだ高橋六郎入道宅を訪問したいと思ったが、富士方面には日蓮を敵視する北条時頼・北条重時の未亡人やその関係者が多くいたので、高橋入道宅の訪問は入道に対するの迫害を招く恐れがあると判断し、あえて立ち寄らなかった。弟子たちにも入道宅の周辺に行かないよう注意している[112]。日蓮は信徒を迫害にさらしてはかわいそうだとして、そのような事態を極力回避しようとした。

## 日蓮の弟子
日蓮六老僧
- 日昭 - 日昭門流（浜門流）の祖。
- 日朗 - 日朗門流（池上門流）の祖。
- 日興 - 日興門流（富士門流）の祖。
- 日向 - 日向門流（身延門流）の祖。
- 日頂
- 日持

## 日蓮を扱った作品

### 伝記
- 『元祖化導記』
- 『日蓮聖人註画讃』

一般信徒に向けた日蓮の伝記や書簡の整理は教団の拡大が進展する室町時代頃から本格的に始まる。室町時代、応仁の乱以降に日蓮宗の教勢拡大とともに教団内外の要請に応える形で各種の日蓮の伝記集が成立した。このうち『元祖化導記』と『日蓮聖人註画讃』が後代まで模範となる主要な日蓮伝の双璧となった。日朝の『元祖化導記』は日蓮の書簡を主要典拠として正しい日蓮の歴史像を明示しようという学究性の高い伝記であった。『元祖化導記』と時期を同じくして成立した円明院日澄（1441年-1510年）『日蓮聖人註画讃』はとりわけ日蓮の各種書簡と伝世された祖師伝説とを合わせて成立した絵巻による伝記であり、全国的な日蓮宗の布教網の拡大に合わせ、当時の日蓮宗徒や巷間に流布していた「超人的で理想的な祖師像」に合致した内容でもあった。特に『日蓮聖人註画讃』は室町時代から江戸時代にかけての一般的な（超人的な能力や神通力を具有する祖師としての）日蓮像の形成に強い影響を及ぼすことになる。
本作は蒙古襲来の史料という側面からも注目されてきた。『日蓮聖人註画讃』の第59段「蒙古来」は文永の役について「一谷入道御書」を主な典拠としており、「一谷入道御書」で日蓮が伝えた「手ヲトヲシテ船ニ結付」という文言はここでも現れている。『日蓮聖人註画讃』は江戸時代に入って幾度も刊本として出版されており、江戸時代における蒙古襲来関係の研究書では、津田元貫（1734-1815）『参考蒙古入寇記』や群書類従の編者でもある塙保己一（1746年-1821年）の『螢蠅抄』、橘守部（1781年-1849年）『蒙古諸軍記弁疑』などで頻繁に引用されている。本来『日蓮聖人註画讃』は文永・弘安の役についての史料としては（日蓮の没後200年程たって成立したことからも明らかなように）二次的なものに過ぎないのだが、江戸時代における『日蓮聖人註画讃』の扱いは、橘守部が「日蓮画讃の如き実記」と述べているように「実記」として意識され、大抵は無批判に引用される傾向があった。
『日蓮聖人註画讃』の文永・弘安の役についての史料価値についての批判的研究は、明治時代、明治24年（1891年）になって小倉秀貫が『高祖遺文録』などにある日蓮書簡の詳細な分析を通さないうちは史料とはみなせない、と論じるまで待たねばならない。
明治期に入り、小倉と同じ1891年11月に山田安栄は日本内外の蒙古襲来関係の史料を収集した『伏敵編』を著した。『伏敵編』は『善隣国宝記』や『異称日本伝』、『螢蠅抄』、『蒙古諸軍記弁疑』、大橋訥庵『元寇紀略』など江戸時代やそれ以前から続く蒙古襲来史研究の成果を批判的に継承したもので、従来から引用されて来た諸史料をある程度吟味しながら引用やその資料的な批判を行っている。一方で、『伏敵編』の編纂は、当時、福岡警察署長の湯地丈雄の主導で長崎事件（1886年）を期に進められていた元寇記念碑建設運動との関係で行われたものであり、日清戦争への緊迫した情勢を反映して、江戸時代からの攘夷運動の流れを組みつつも自衛のための国家主義を標榜するという山田安栄の思想的な表明の書物でもあった。
山田安栄は『日蓮聖人註画讃』の「手ヲトヲシテ船ニ結付」についても論じており、『太平記』の記述「掌ヲ連索シテ舷ニ貫ネタリ」や、『日本書紀』と比較しつつ、「索ヲ以テ手頭ト手頭ヲ連結シタルニ非スシテ。女虜ノ手掌ヲ穿傷シ。索ヲ貫キ舷端ニ結著シタルヲ謂フナリ。」と述べ、捕虜となった人々の手首同士を綱や縄で結び付けているのではなくて、手のひらを穿って傷つけそこに綱を貫き通してそれらの人々を舷端に結わえ付けた、と文言の解釈を行っている。さらに山田は、『日本書紀』の天智天皇の時代（662年）について書かれた高麗の前身の国家である百済での事例を引き合いに出し「手掌ヲ穿傷……」（手の平に穴をあけてそこへ縄を通す」の意）やり方を、朝鮮半島において古来より続く伝統的行為としたうえで、この行為を蒙古というより高麗人によるとしている。
- 久保田正文『日蓮聖人御伝』大法輪閣、1967年10月10日。ASIN B000JA6X6Q。ISBN 4804610200。 NCID BN07168578。OCLC 42782594。

### 映画
- 聖祖日蓮大師御一代記：1910年の映画。主演は宮城鴻南。
- 日蓮上人一代記：1914年の映画。主演は尾上松之助。
- 日蓮上人：1917年の映画。主演は市川莚十郎。
- 日蓮上人一代記：1918年の映画。主演は尾上松之助。
- 国難：1920年の映画。主演は市川団右衛門。
- 国聖日蓮：1922年の映画。主演は嵐璃徳。
- 日蓮小町：1924年の映画。主演は沢村四郎五郎。
- 国聖大日蓮：1929年の映画。主演は長尾栄進。
- 国柱日蓮大聖人：1935年の映画。主演は阿部九州男。
- 国を護る者日蓮：1935の映画。主演は早川雪洲。
- 日蓮と蒙古大襲来：1958年の映画（大映配給）。監督は渡辺邦男、主演は長谷川一夫。
- 日蓮：1979年の映画（松竹配給）。監督は中村登、主演は萬屋錦之介。

### 小説
- 川口松太郎『日蓮』講談社、1967年4月。ASIN B000JA8LPM。 NCID BN11404266。OCLC 35851571。
- 柿沼日明『富士』大成出版社、1974年5月。
- 山岡荘八『日蓮』講談社〈山岡荘八歴史文庫,4〉、1987年8月。ISBN 978-4061950047。 NCID BA31234010。OCLC 674502999。
- 大佛次郎『日蓮』徳間書店、1988年。ISBN 978-4195985007。
- 湊邦三『小説日蓮大聖人』聖教新聞社出版局〈聖教文庫,32〉、1994年9月。ISBN 978-4412002838。
- 童門冬二『国僧日蓮』学習研究社、2000年10月。ISBN 4054010660。 NCID BA5130706X。OCLC 166908380。
- 三田誠広『日蓮』作品社、2007年9月25日。ISBN 978-4861821523。 NCID BA83428155。OCLC 212861469。
- 島田裕巳『小説日蓮』東京書籍、2012年8月。ISBN 978-4487804788。 NCID BB10418282。OCLC 805927160。

分冊刊行の作品では、出版年とISBNコードなどは、上巻もしくは第1巻のもの。

## 山号
立正大師、立正安国論に由来。
- 立正山大平和寺
- 立正山安国寺
- 立正山安國寺
- 立正山法常寺
- 立正山本行寺
- 立正山護國寺
- 立正山光妙寺

## 寺号
- 立正寺